# Conops ruficornis
Conops ruficornis är en tvåvingeart som beskrevs av Becker 1913. Conops ruficornis ingår i släktet Conops och familjen stekelflugor. Inga underarter finns listade i Catalogue of Life.